# Discografia degli Of Mice & Men
La discografia degli Of Mice & Men, gruppo musicale statunitense in attività dal 2009, si compone di otto album in studio, un album dal vivo, tre EP e ventisette singoli.
Dopo l'omonimo album di debutto Of Mice & Men del 2010, che riscuote un discreto successo di vendite negli Stati Uniti, la band raggiunge la top 30 della Billboard 200 con The Flood, pubblicato nel 2011, che raggiunge la 28ª posizione.
Il grande successo arriva con Restoring Force del 2014, che negli Stati Uniti arriva alla quarta posizione della Billboard 200 e al primo posto della Independent Albums e della Hard Rock Albums. Grazie a Restoring Force la fama della band raggiunge anche Australia, Nuova Zelanda e Regno Unito, dove l'album arriva rispettivamente alle posizioni 9, 36 e 17. Raggiunge inoltre la seconda posizione degli album rock più venduti nel Regno Unito. Il primo singolo estratto da Restoring Force, intitolato You're Not Alone, arriva 28º nella Rock Songs di Billboard e 7º nella Rock Single Chart nel Regno Unito.
Nel maggio 2016 viene pubblicato il loro primo album dal vivo, intitolato Live at Brixton, seguito a settembre dal quarto album in studio Cold World. Dopo l'uscita dal gruppo del frontman Austin Carlile, avvenuta lo stesso anno, nel 2018 viene pubblicato il quinto album di inediti Defy, seguito nel 2019 da Earthandsky e nel 2021 da Echo. L'ottavo album del gruppo, Tether, viene pubblicato nel 2024.

## Album

### Album in studio
| Anno | Titolo | Classifiche | Classifiche | Classifiche | Classifiche  | Classifiche | Classifiche | Classifiche | Classifiche | Classifiche |
| Anno | Titolo | US          | US Ind.     | US Rock     | US Hard Rock | AUS         | CAN         | DEU         | UK          | UK Rock     |
| ---- | --- | ----------- | ----------- | ----------- | ------------ | ----------- | ----------- | ----------- | ----------- | ----------- |
| 2010 | Of Mice & Men - Pubblicato: 9 marzo 2010 - Etichetta: Rise Records - Formato: CD, download digitale                      | 115         | 35          | 12          | 10           | —           | —           | —           | —           | —           |
| 2011 | The Flood - Pubblicato: 14 giugno 2011 - Etichetta: Rise Records - Formato: CD, LP, download digitale                    | 28          | 6           | 5           | 3            | —           | —           | —           | —           | —           |
| 2014 | Restoring Force - Pubblicato: 28 gennaio 2014 - Etichetta: Rise Records - Formato: CD, LP, download digitale             | 4           | 1           | 1           | 1            | 9           | 9           | —           | 17          | 2           |
| 2016 | Cold World - Pubblicato: 9 settembre 2016 - Etichetta: Rise Records - Formato: CD, LP, musicassetta, download digitale   | 24          | 3           | 6           | 1            | 27          | 71          | 80          | 91          | 6           |
| 2018 | Defy - Pubblicato: 19 gennaio 2018 - Etichetta: Rise Records - Formato: CD, LP, musicassetta, download digitale          | 48          | 2           | 3           | 7            | 29          | 74          | 58          | 51          | 3           |
| 2019 | Earthandsky - Pubblicato: 27 settembre 2019 - Etichetta: Rise Records - Formato: CD, LP, musicassetta, download digitale | —           | 11          | 13          | —            | —           | —           | 78          | —           | —           |
| 2021 | Echo - Pubblicato: 3 dicembre 2021 - Etichetta: SharpTone Records - Formato: CD, LP, musicassetta, download digitale     | —           | —           | —           | —            | —           | —           | —           | —           | —           |
| 2024 | Tether - Pubblicato: 6 ottobre 2024 - Etichetta: SharpTone Records - Formato: CD, LP, musicassetta, download digitale    | —           | —           | —           | —            | —           | —           | —           | —           | 30          |

### Album dal vivo
| Anno | Titolo | Classifiche | Classifiche |
| Anno | Titolo | US Ind.     | UK Rock     |
| ---- | --- | ----------- | ----------- |
| 2016 | Live at Brixton - Pubblicato: 27 maggio 2016 - Etichetta: Rise Records - Formato: CD+DVD, musicassetta, download digitale | 44          | 23          |

## Extended play
| Anno | Titolo |
| ---- | --- |
| 2021 | Timeless - Pubblicato: 26 febbraio 2021 - Etichetta: SharpTone Records - Formato: CD, LP, musicassetta, download digitale    |
| 2021 | Bloom - Pubblicato: 28 maggio 2021 - Etichetta: SharpTone Records - Formato: CD, LP, musicassetta, download digitale         |
| 2021 | Ad Infinitum - Pubblicato: 3 dicembre 2021 - Etichetta: SharpTone Records - Formato: CD, LP, musicassetta, download digitale |

## Singoli
| Anno | Titolo                   | Classifiche | Classifiche | Classifiche | Album di provenienza |
| Anno | Titolo                   | US Rock     | US Main.    | UK Rock     | Album di provenienza |
| ---- | ------------------------ | ----------- | ----------- | ----------- | -------------------- |
| 2012 | The Depths               | —           | —           | —           | The Flood            |
| 2013 | You're Not Alone         | 28          | —           | 7           | Restoring Force      |
| 2014 | Would You Still Be There | —           | 18          | —           | Restoring Force      |
| 2014 | Feels Like Forever       | —           | —           | 27          | Restoring Force      |
| 2015 | Broken Generation        | —           | —           | 31          | Restoring Force      |
| 2015 | Never Giving Up          | —           | 20          | —           | Restoring Force      |
| 2016 | Pain                     | —           | —           | —           | Cold World           |
| 2016 | Real                     | —           | 36          | —           | Cold World           |
| 2016 | Contagious               | —           | —           | —           | Cold World           |
| 2017 | Unbreakable              | 47          | —           | —           | /                    |
| 2017 | Back to Me               | —           | 32          | —           | /                    |
| 2017 | Warzone                  | —           | —           | —           | Defy                 |
| 2017 | Defy                     | —           | —           | —           | Defy                 |
| 2018 | Money                    | —           | 29          | —           | Defy                 |
| 2019 | How to Survive           | —           | —           | —           | Earthandsky          |
| 2019 | Mushroom Cloud           | —           | —           | —           | Earthandsky          |
| 2019 | Earth & Sky              | —           | —           | —           | Earthandsky          |
| 2019 | Taste of Regret          | —           | —           | —           | Earthandsky          |
| 2021 | Obsolete                 | —           | —           | —           | Echo                 |
| 2021 | Timeless                 | —           | —           | —           | Echo                 |
| 2021 | Bloom                    | —           | —           | —           | Echo                 |
| 2021 | Mosaic                   | —           | —           | —           | Echo                 |
| 2021 | Fighting Gravity         | —           | —           | —           | Echo                 |
| 2021 | Echo                     | —           | —           | —           | Echo                 |
| 2023 | Warpaint                 | —           | —           | —           | Tether               |
| 2023 | Castaway                 | —           | 39          | —           | Tether               |
| 2023 | Indigo                   | —           | —           | —           | Tether               |

## Videografia

### Album video
| Anno | Titolo                                                                                |
| ---- | ------------------------------------------------------------------------------------- |
| 2016 | Live at Brixton - Pubblicato: 27 maggio 2016 - Etichetta: Rise Records - Formato: DVD |

### Video musicali
| Anno | Titolo                               | Regista                      |
| ---- | ------------------------------------ | ---------------------------- |
| 2010 | Second and Sebring                   | Spencer Nicholson            |
| 2010 | Those in Glass Houses                | Spencer Nicholson            |
| 2012 | The Depths                           | Sitcom Soldiers              |
| 2014 | Bones Exposed                        | Max Moore                    |
| 2014 | Would You Still Be There             | Nathan Cox                   |
| 2014 | Feels Like Forever                   | Nathan William               |
| 2014 | Identity Disorder                    | Jon Stone                    |
| 2015 | Broken Generation                    | Max Moore                    |
| 2015 | Another You                          | Jon Stone                    |
| 2015 | Never Giving Up                      | Strati Hovartos              |
| 2016 | The Depths (Live at Brixton)         | Jon Stone                    |
| 2016 | Feels Like Forever (Live at Brixton) | Jon Stone                    |
| 2016 | Pain                                 | Mark Lediard                 |
| 2016 | Real                                 | Max Moore                    |
| 2017 | Unbreakable                          | Max Moore                    |
| 2017 | Back to Me                           | Jon Stone                    |
| 2017 | Warzone                              | Mike Colasardo e Luke DeLong |
| 2018 | Instincts                            | Ben Anderson                 |
| 2019 | How to Survive                       | Zev Deans                    |
| 2019 | Mushroom Cloud                       | Mark Lediard                 |
| 2019 | Earth & Sky                          | Mark Lediard                 |
| 2019 | Taste of Regret                      | Mark Lediard                 |
| 2021 | Obsolete                             | Frankie Nasso                |
| 2021 | Bloom                                | Frankie Nasso                |
| 2021 | Fighting Gravity                     | Frankie Nasso                |
| 2023 | Warpaint                             | Mark Lediard                 |
| 2023 | Castaway                             | Mark Lediard                 |
| 2023 | Into the Sun                         | Mark Lediard                 |